# JadaL
JadaL (em árabe: جدل), que significa controvérsia, é uma banda de música árabe jordana e também um projecto musical de Amã, Jordânia, formado em 2003 pelo compositor, produtor musical, e violonista Mahmoud Radaideh, que tem tido vários membros ao longo dos anos.

## História
JadaL tem, até agora, lançado um total de três álbuns; o último lançamento foi no dia 10 de julho de 2016 e chamou-se Malyoun. Continha 12 temas, compostos, escritos e produzidos por Mahmoud Radaideh e interpretados por: Bader Helalat (Teclados e voz), Hakam Abu Soud (Bateria e voz), Mahmoud Radaideh (voz, guitarras e sintetizadores), e Yazan Risheq (baixo).
Quando JadaL lançou o seu primeiro single "El Tobah" (Arrependimento), uma versão da lendária canção de amor de Abdul Halim Hafez, seu estilo musical, cunhado como rock árabe, foi descrito como "algo diferente" devido à sua mistura única de rock e letras em árabe, ou mais especificamente, jordano.
JadaL lançou o seu primeiro single original, "Salma", que Mahmoud Radaideh escreveu e compôs para sua sobrinha, e que rapidamente se converteu num sucesso de rádio e ganhou muitos seguidores, consolidando JadaL "como uma das principais bandas de rock árabe no país e na região". Pouco depois, o álbum de estreia de JadaL 'Arab Rocks' foi lançado em 2009. Os membros então consistiam em Mahmoud Radaideh (guitarras, composição), Kamel Almani (baixo, composição), Rami Delshad (voz) e Laith Nimri (bateria). O álbum foi bem recebido, manteve-se fiel aos seus princípios e ao som de rock 'polido'. Produzido por Mahmoud Radaideh e Hanna Gargour, o álbum também contava com a presença do artista palestiniano de hip-hop DAM na canção "Ya Bani Adam" (Eu Ser Humano).
Em 2011 lançou-se um novo single, "Bye Bye 3azizi" (árabe: باي باي عزيزي) (Adeus querida), escrito e composto por Mahmoud Radaideh e com a parte vocal principal interpretada por Ahmad Zoubi.
O segundo álbum "El Makina" (árabe: الماكينه) lançou-se em dezembro de 2012, composto por Mahmoud Radaideh, escrito e produzido por: vozes de Ahmad Zoubi e Mahmoud Radaideh, tambores acústicos de Ammar Urabi, baixo de Amjad Shahrour e Mahmoud Radaideh, teclados e sintetizadores de Bader Helalat, Mahmoud Radaideh e Hani Mezian, guitarras de Mahmoud Radaideh, e foi misturado por David Scott e gravado nos estudos de obras de Sweetspot Sound em Amã.
Em concertos e festivais locais e internacionais, JadaL com frequência actua com artistas locais e regionais, como Amr Diab, Canteca de Macao, Rim Banna, DAM, Omar Al-Abdallat, Mashrou' Leila, entre outros.

## Tours
- Jara Music Festival, 2009
- Jordan Festival, 2009
- Jordan Festival, 2010
- Turkish Vision Festival, 2010
- Bethlehem Festival, 2013/2014
- Dum Tak Festival, 2013